# Vetenskapsåret 1906

## Händelser
- 1 juni - Konst- och industriutställningen i Norrköping 1906 öppnas.
- 24 december - Hos General Electric Signalling Company vid Brant Rock i delstaten Massachusetts i USA genomförs historiens första annonserade radiosändning. Den görs av Reginald Fessenden.
- Richard Oldham argumenterar för att jorden har ett smält inre.
- Charles Glover Barkla upptäcker att röntgenstrålning sprids av gaser och att spridningen är beroende av ämnets atomvikt.
- Michail Tsvet utvecklar kromatografin.
- Frederick Hopkins menar att det finns vitaminer och att bristen på dem är orsak till ett antal sjukdomar.

### Kemi
- Okänt datum -  Mikhail Tsvet blir första att namnge kromatografitekniken för organisk separation, då han demonstrerar att klorofyll inte är en egen kemisk förening.[1][2]

## Pristagare
- Brucemedaljen: Hermann Carl Vogel
- Copleymedaljen: Ilja Metjnikov
- Darwinmedaljen: Hugo de Vries
- Davymedaljen: Rudolph Fittig
- Lyellmedaljen: Frank Dawson Adams
- Nobelpriset: [3]
  - Fysik: Joseph John Thomson
  - Kemi: Henri Moissan
  - Fysiologi/medicin: Camillo Golgi och Santiago Ramón y Cajal
- Wollastonmedaljen: Henry Woodward [4]

## Födda
- 11 januari - Albert Hofmann (död 2008), schweizisk kemist.
- 4 februari - Clyde Tombaugh (död 1997), amerikansk astronom.
- 28 april - Kurt Gödel (död 1978), österrikisk matematiker och logiker.
- 19 augusti - Philo Farnsworth (död 1971), pionjär inom televisionen.
- 4 september - Max Delbrück (död 1981), tysk-amerikansk biolog.
- 3 november - Carl Benjamin Boyer, matematikhistoriker.
- 5 november - Fred Lawrence Whipple, amerikansk astronom.
- 25 december - Ernst Ruska (död 1988), tysk fysiker, nobelpristagare i fysik.

## Avlidna
- 27 februari - Samuel Pierpont Langley, astronom
- 8 mars - Henry Baker Tristam, brittisk ornitolog
- 5 september - Ludwig Boltzmann, österrikisk fysiker

### Fotnoter
1. ↑  Tswett, Mikhail (13 mars 1906). ”Physikalisch-Chemische Studien über das Chlorophyll: Die Adsorption”. Berichte der Deutschen botanischen Gesellschaft "24":  ss. 316-326.
2. ↑  Tswett, Mikhail (13 mars 1906). ”Adsorptionanalyse und chromatographische Methode: Anwendung auf die Chemie des Chlorophylls”. Berichte der Deutschen botanischen Gesellschaft "24":  ss. 384-393.
3. ↑  ”Nobelpriset”. http://www.nobelprize.org/nobel_prizes/lists/all/index.html. Läst 10 april 2011.
4. ↑  ”Geological Society”. Arkiverad från originalet den 5 juni 2011. https://web.archive.org/web/20110605102217/http://www.geolsoc.org.uk/gsl/society/history/page750.html. Läst 13 april 2011.